# Hermann Gessler

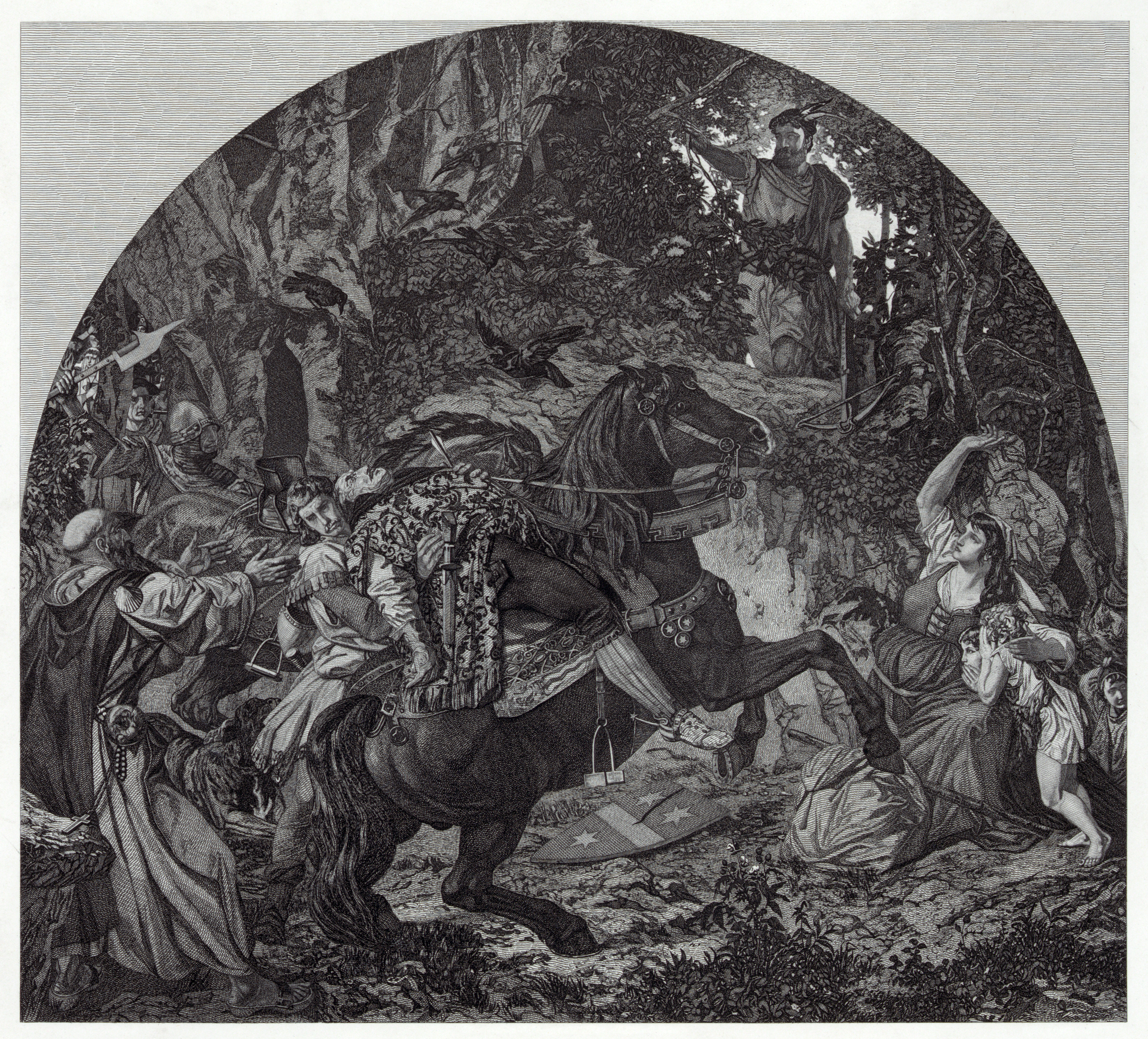

Hermann Gessler var den österrikiske fogde som i sagan om Wilhelm Tell styrde över 1300-talets Schweiz. Han lät hänga upp en hatt på en påle, och varje schweizare som gick förbi var tvungen att hälsa på hatten. Wilhelm Tell vägrade, varpå Gessler lät gripa honom. Tell slapp dock fängelse, på villkoret att han skulle träffa ett äpple som låg på hans sons huvud - med armborst, på långt avstånd. Pilen träffade rätt och Tell blev fri. Gessler såg att Tell hade ännu en pil på sig och frågade vad Tell skulle med den till. Tell svarade, att om han träffat sin son med den första pilen så skulle han ha skjutit Gessler med den andra. Tell kastades i fängelse, men flydde och lockade Gessler i en fälla vid Vierwaldstättersjön där han dödade honom med den andra pilen.